# Oktjabr'skoe (Oblast' autonoma ebraica)
Oktjabr'skoe (in lingua russa Октябрьское) è un centro abitato dell'Oblast' autonoma ebraica, situato nel Leninskij rajon.